# نینکاراک

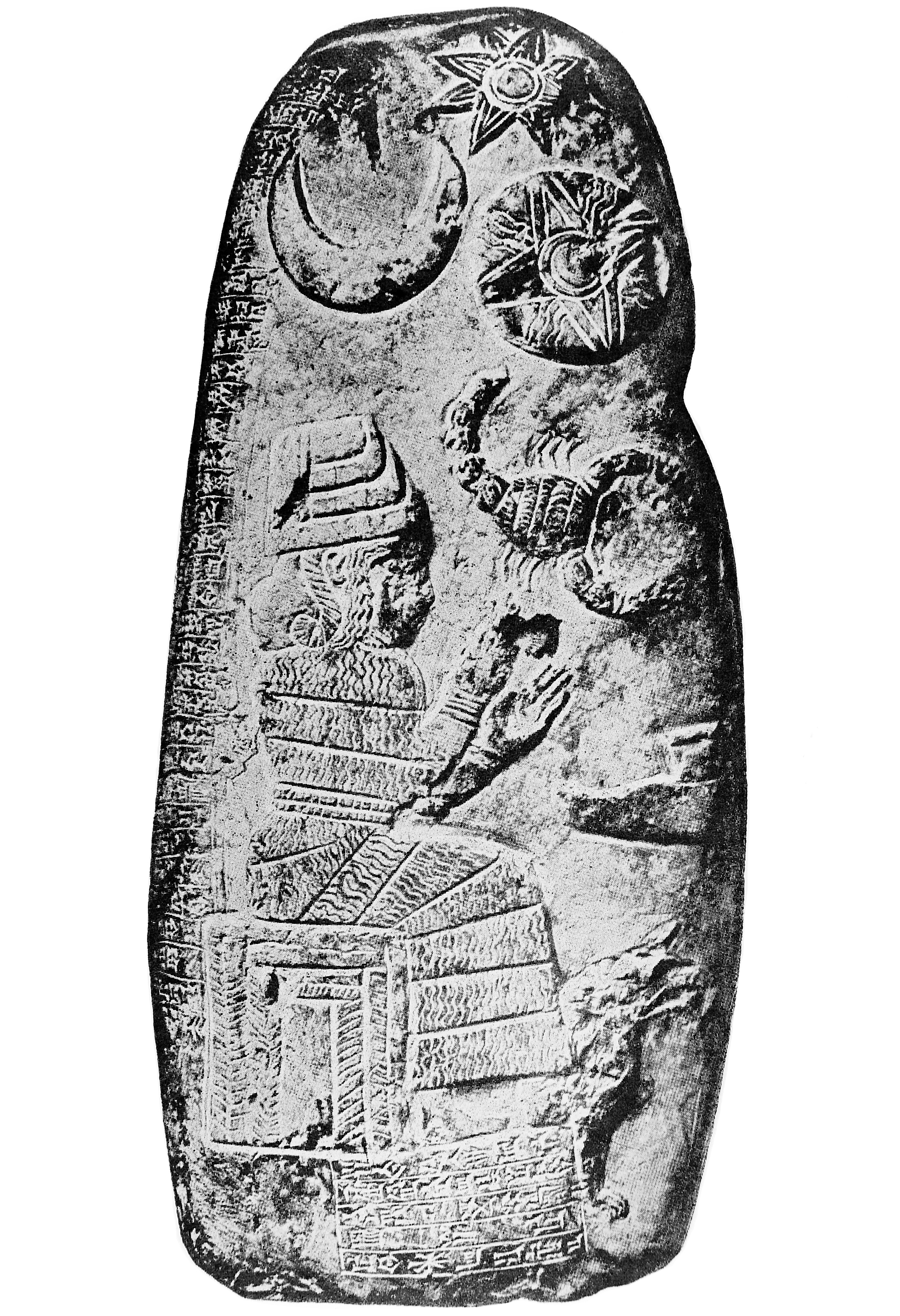
الهه گولا، معروف به پزشک بزرگ. از یک استلای نذری که توسط نازی-ماروتاها ساخته شده است. در شوش کشف شد و اکنون در لوور پاریس.

نینکاراک (اکدی: 𒀭𒊩𒌆𒋼𒀀𒊏𒀝، dnin-kar-ra-ak) الهه پزشکی بود که عمدتا در بین‌النهرین علیا و سرزمین شام پرستش می‌شد.

## نام و منشا
ریشه‌شناسی تئونیم، نینکاراک، نامشخص است.

## شخصیت
نینکاراک در مقام یک الهه شفابخش قرار داشت و کارکرد او در جایگاه پزشک الهی بود. این موضوع چشمگیر است اما که نینکاراک در جایگاه مامای الهی توصیف نشده است.
نینکاراک در نفرین‌ها نیز فراخوانی می‌شد.
اغلب اشاره‌هایی به سگ‌های نینکاراک می‌شد که خوفناک تصویر می‌شدند.

## ارتباط با سایر خدایان
نینکاراک معمولا در کنار هیچ خدای مذکری قرار نمی‌گرفت، گرچه او گاهی با پابیلساگ در ارتباط بود که برای سایر الهه‌های پزشکی کارکرد شوهر را نیز داشت.